# Hohenstein (Untertaunus)
Hohenstein ist eine Gemeinde im südhessischen Rheingau-Taunus-Kreis.

## Geographie

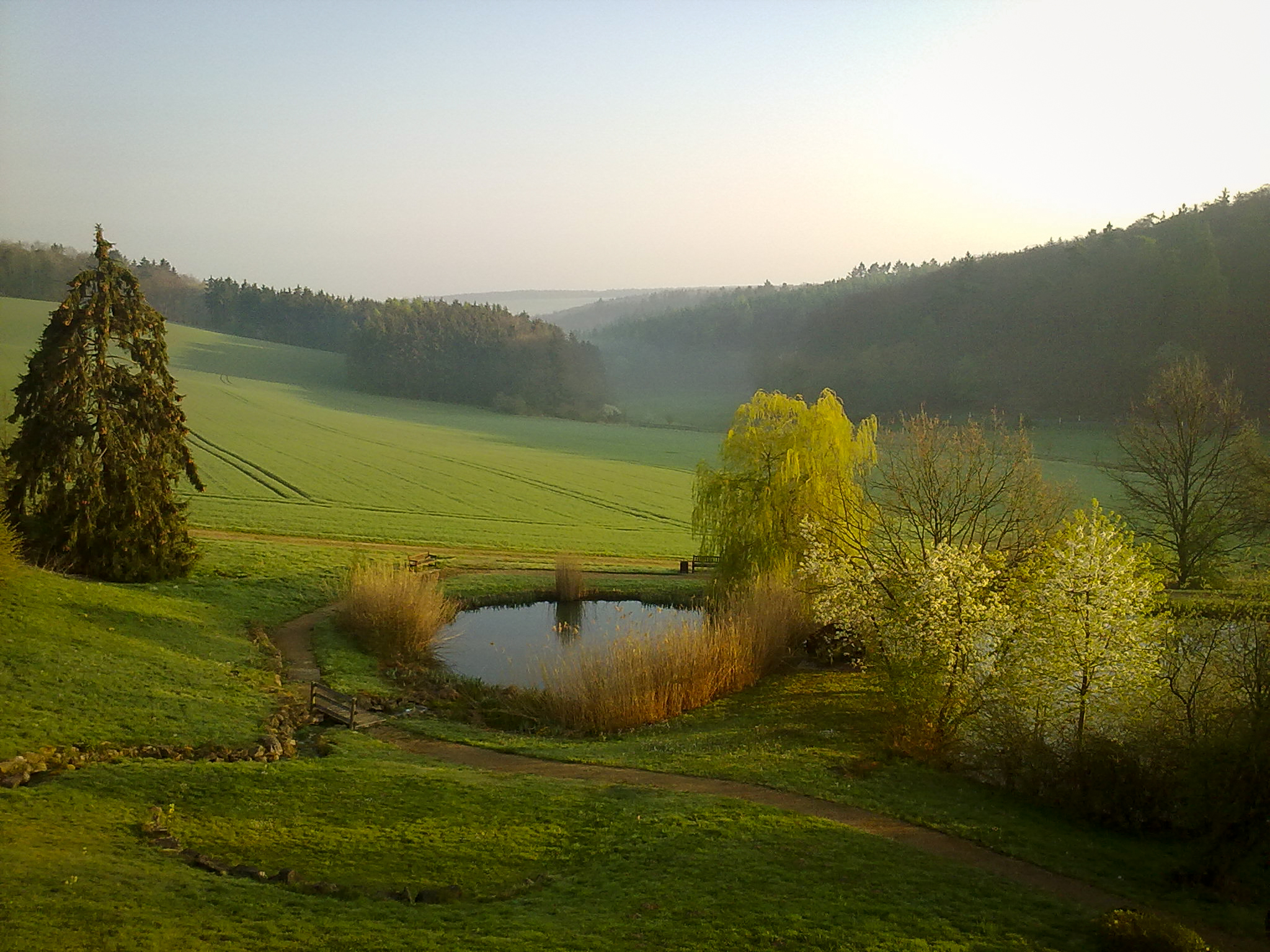
Teich im Hof Georgenthal, etwa 10 Straßenkilometer östlich von Hohenstein

Hohenstein liegt im westlichen Taunus, zu beiden Seiten der Aar zwischen Limburg und Wiesbaden.

### Nachbargemeinden
Hohenstein grenzt im Norden an die Gemeinde Aarbergen, im Nordosten an die Gemeinde Hünstetten, im Osten und Süden an die Stadt Taunusstein, im Südwesten an die Stadt Bad Schwalbach, sowie im Westen an die Gemeinde Heidenrod (alle im Rheingau-Taunus-Kreis).

### Gemeindegliederung
Die Gemeinde besteht aus den Ortsteilen Breithardt (Sitz der Gemeindeverwaltung), Burg-Hohenstein, Holzhausen über Aar, Strinz-Margarethä, Born, Hennethal und Steckenroth.

## Geschichte
Von den Hohensteiner Ortsteilen wurde Strinz-Margarethä als erster im Jahre 1184 urkundlich erwähnt. Die anderen Orte folgten im 13. und 14. Jahrhundert.
Im Rahmen der Gebietsreform in Hessen wurde aus den ehemals selbständigen Gemeinden Born, Breithardt, Hennethal, Hohenstein, Holzhausen über Aar, Steckenroth und Strinz-Margarethä am 1. Juli 1972 durch freiwilligen Zusammenschluss die heutige Großgemeinde Hohenstein gegründet. Der Teilort Hohenstein wurde in Burg-Hohenstein umbenannt. Für die Ortsteile Breithardt, Burg-Hohenstein, Holzhausen über Aar, Strinz-Margarethä, Born, Hennethal und Steckenroth wurden Ortsbezirke mit Ortsbeirat und Ortsvorsteher gegründet.

## Politik

### Gemeindevertretung
Die Kommunalwahl am 14. März 2021 lieferte folgendes Ergebnis, in Vergleich gesetzt zu früheren Kommunalwahlen:
| Sitzverteilung in der Gemeindevertretung 2021Insgesamt 25 Sitze - SPD: 11 - Grüne: 1 - FWG: 5 - CDU: 8 | Parteien und Wählergemeinschaften | Parteien und Wählergemeinschaften           | 2021  | 2021  | 2016  | 2016  | 2011  | 2011  | 2006  | 2006  | 2001  | 2001  |
| Sitzverteilung in der Gemeindevertretung 2021Insgesamt 25 Sitze - SPD: 11 - Grüne: 1 - FWG: 5 - CDU: 8 | Parteien und Wählergemeinschaften | Parteien und Wählergemeinschaften           | %     | Sitze | %     | Sitze | %     | Sitze | %     | Sitze | %     | Sitze |
| Sitzverteilung in der Gemeindevertretung 2021Insgesamt 25 Sitze - SPD: 11 - Grüne: 1 - FWG: 5 - CDU: 8 | SPD                               | Sozialdemokratische Partei Deutschlands     | 43,6  | 11    | 44,7  | 14    | 51,7  | 16    | 52,0  | 16    | 50,5  | 16    |
| Sitzverteilung in der Gemeindevertretung 2021Insgesamt 25 Sitze - SPD: 11 - Grüne: 1 - FWG: 5 - CDU: 8 | CDU                               | Christlich Demokratische Union Deutschlands | 32,2  | 8     | 37,4  | 12    | 30,8  | 10    | 32,8  | 10    | 32,8  | 10    |
| Sitzverteilung in der Gemeindevertretung 2021Insgesamt 25 Sitze - SPD: 11 - Grüne: 1 - FWG: 5 - CDU: 8 | FWG                               | Freie Wählergemeinschaft Hohenstein         | 20,1  | 5     | 13,6  | 4     | 14,3  | 4     | 15,1  | 5     | 16,7  | 5     |
| Sitzverteilung in der Gemeindevertretung 2021Insgesamt 25 Sitze - SPD: 11 - Grüne: 1 - FWG: 5 - CDU: 8 | Grüne                             | Bündnis 90/Die Grünen                       | 4,1   | 1     | 4,3   | 1     | 3,1   | 1     | —     | —     | —     | —     |
| Sitzverteilung in der Gemeindevertretung 2021Insgesamt 25 Sitze - SPD: 11 - Grüne: 1 - FWG: 5 - CDU: 8 | Gesamt                            | Gesamt                                      | 100,0 | 25    | 100,0 | 31    | 100,0 | 31    | 100,0 | 31    | 100,0 | 31    |
| Sitzverteilung in der Gemeindevertretung 2021Insgesamt 25 Sitze - SPD: 11 - Grüne: 1 - FWG: 5 - CDU: 8 | Wahlbeteiligung in %              | Wahlbeteiligung in %                        |       |       | 61,4  | 61,4  | 56,3  | 56,3  | 55,6  | 55,6  | 70,6  | 70,6  |

### Bürgermeister
Nach der hessischen Kommunalverfassung wird der Bürgermeister für eine sechsjährige Amtszeit gewählt, seit dem Jahr 1993 in einer Direktwahl, und ist Vorsitzender des Gemeindevorstands, dem in der Gemeinde Hohenstein neben dem Bürgermeister ehrenamtlich ein Erster Beigeordneter und fünf weitere Beigeordnete angehören. Bürgermeister ist seit dem 1. Mai 2025 der parteiunabhängig angetretene Patrick Berghüser. Er setzte sich am 26. Januar 2025 im ersten Wahlgang gegen Amtsinhaber Daniel Bauer (SPD), der sich um eine dritte Amtszeit beworben hatte, bei 67,2 Prozent Wahlbeteiligung mit 55,3 Prozent der Stimmen durch.
Amtszeiten der Bürgermeister
- 2025–2031 Patrick Berghüser[10]
- 2013–2025 Daniel Bauer (SPD)[13]
- 2001–2013 Hans-Jürgen Finkler (SPD)
- 1995–2001 Otmar Schmitz (CDU/FWG)
- 1994 Horst Weber (SPD) (gewählt, Amt nicht angetreten)
- 1976–1995 Bernd Krause (SPD)

### Wappen
| Wappen der Gemeinde Hohenstein. | Blasonierung: „In schräglinks geteiltem Schild ein Löwe, oben golden in blauem, mit goldenen Schindeln bestreutem Feld, unten rot in goldenem Feld.“ |
| Wappen der Gemeinde Hohenstein. | Wappenbegründung: Das Wappen verweist auf die Burg Hohenstein und die Zugehörigkeit der Gründungsgemeinden zum Herzogtum Nassau (goldener Löwe auf blauem Feld) und der Grafschaft Katzenelnbogen (roter Löwe auf goldenem Feld) hin. Das Wappen wurde von dem Bad Nauheimer Heraldiker Heinz Ritt gestaltet und am 8. März 1974 durch das Hessische Ministerium des Innern genehmigt. |

## Kultur und Sehenswürdigkeiten

### Bauwerke

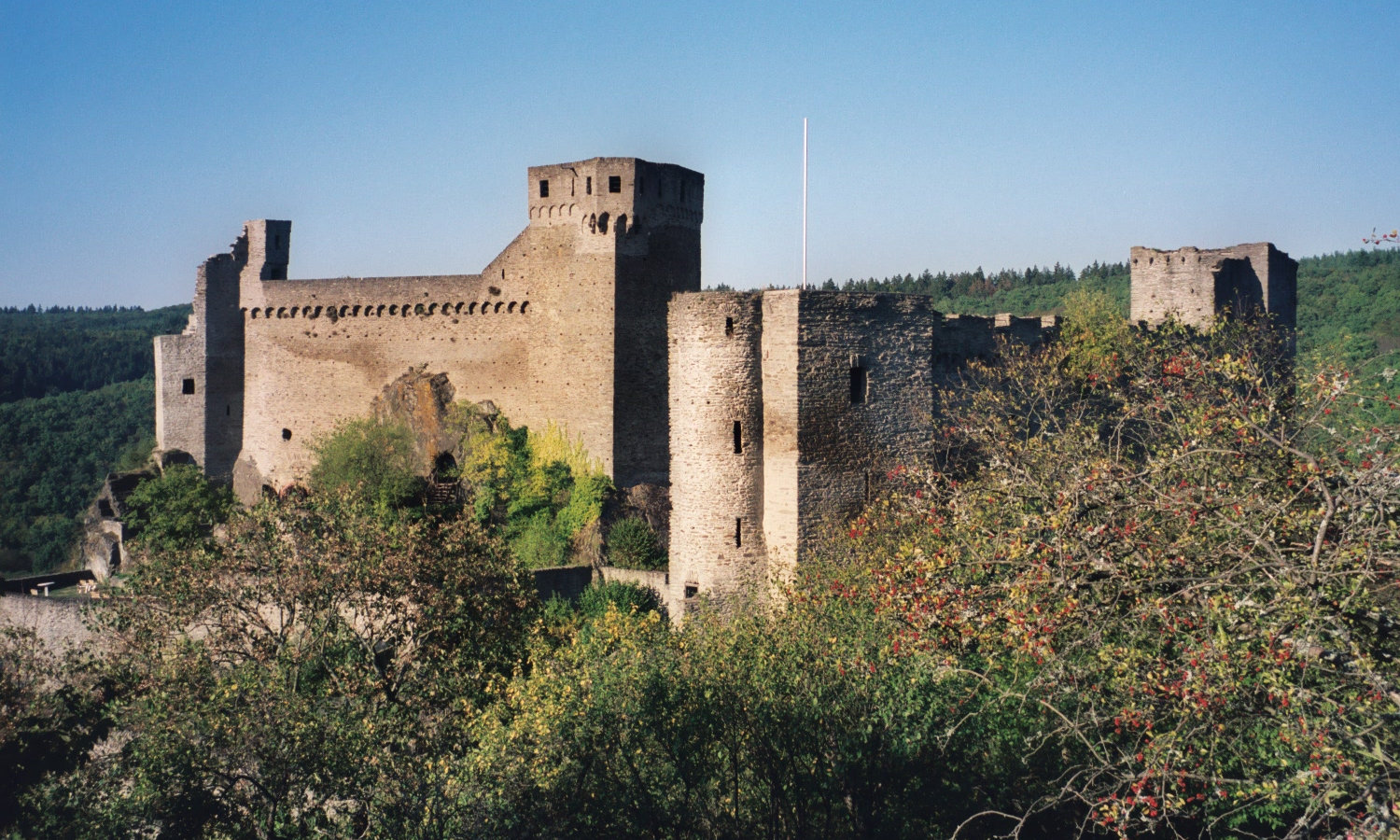
Burg Hohenstein

- Burg HohensteinIn Burg Hohenstein (Ruine), um 1190 von den Grafen von Katzenelnbogen und Grafen von Laurenburg und Nassau erbaut, befindet sich ein Hotel und Restaurant.
- Im Wald bei Hennethal befindet sich die spätmittelalterliche Hennethaler Landwehr (Wallgrabenanlage), die vermutlich Ende des 14. Jahrhunderts zur Sicherung der Limburger Straße angelegt wurde.
- Durch die Gemeinde verläuft ein Teil des Obergermanisch-Raetischen Limes. Spuren des Limes befinden sich im Gebiet von Breithardt, Born und Steckenroth und können auf einem gut ausgeschilderten Wanderweg besichtigt werden. Nähere Informationen findet man im Regionalmuseum Rheingau-Taunus im Hofgut Georgenthal „Limes im Hofgut“

### Regelmäßige Veranstaltungen
- In den Sommermonaten finden auf einer Freilichtbühne im Burghof Theateraufführungen statt.
- Jedes Jahr findet im Spätsommer bzw. Herbst in den meisten Ortsteilen eine traditionelle Kerb statt, die meist seit mehreren Generationen von Jugendlichen organisiert wird.
- Hohensteiner Weihnachtsmarkt

## Wirtschaft und Infrastruktur
Die ursprünglich landwirtschaftlich geprägten Orte haben sich zu Wohngemeinden gewandelt. Es gibt örtliche Handels- und Gewerbebetriebe, jedoch keine Industrie.

### Verkehr

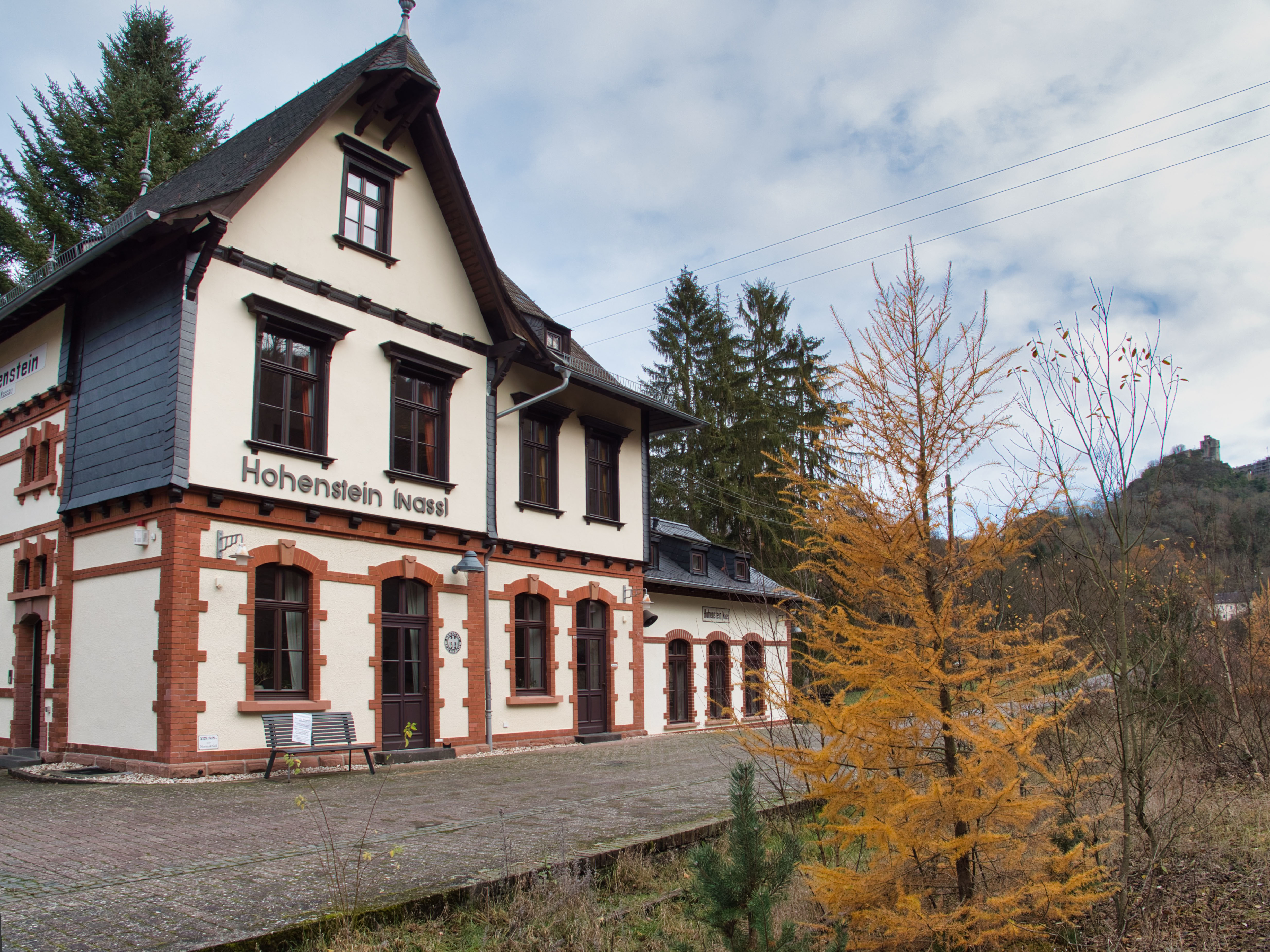
Der Bahnhof Hohenstein (Nass) an der Aartalbahn

Hohenstein liegt an der Bundesstraße 54 zwischen Wiesbaden und Limburg.
Die Aartalbahn, über deren Reaktivierung immer wieder einmal diskutiert wird, besitzt in Breithardt einen Haltepunkt und in Burg Hohenstein einen Bahnhof mit einem denkmalgeschützten Empfangsgebäude im Stil des Historismus, das bis 1959 als solches genutzt wurde. 2006/07 wurde es durch seinen privaten Besitzer renoviert und als Seminarhaus hergerichtet. Bis zur Unterbrechung des Museumszugbetriebes durch die Demolierung der Brücke über die Flachstraße 2009 endeten dort die Museumszüge der Nassauischen Touristik-Bahn. Der Haltepunkt Breithardt liegt im gleichnamigen Ortsteil unmittelbar neben der Bundesstraße.
Hohenstein wird von verschiedenen Buslinien angefahren, die von der Rheingau-Taunus-Verkehrsgesellschaft ausgeschrieben werden. Die Ortsteile Holzhausen über Aar, Breithardt und Steckenroth haben wochentags eine direkte Verbindung nach Wiesbaden, am Wochenende und abends muss in Taunusstein-Hahn umgestiegen werden. Born, Strinz-Margarethä und Hennethal sind an den ZOB in Taunusstein-Hahn angebunden, Burg-Hohenstein hat eine Rufbus-Verbindung nach Breithardt und Bad Schwalbach.
Es gibt einen gemeindeeigenen Fahrdienst, mit dem Anbindungslücken innerhalb von Hohenstein geschlossen werden, das Hohensteiner Bus’je. Auch bestimmte außerhalb liegende Haltestellen (z. B. mit Versorgungsschwerpunkt in Bad Schwalbach und Taunusstein) werden angefahren.

### Bildung
- Im Ortsteil Breithardt gibt es eine Grundschule sowie eine Schule für Praktisch Bildbare. Die nächstgelegenen Gesamtschulen befinden sich in Aarbergen, Bad Schwalbach und Taunusstein. Das nächstgelegene Gymnasium befindet sich ebenfalls in Taunusstein.
- In allen Ortsteilen gibt es Kindergärten.

### Freizeiteinrichtungen

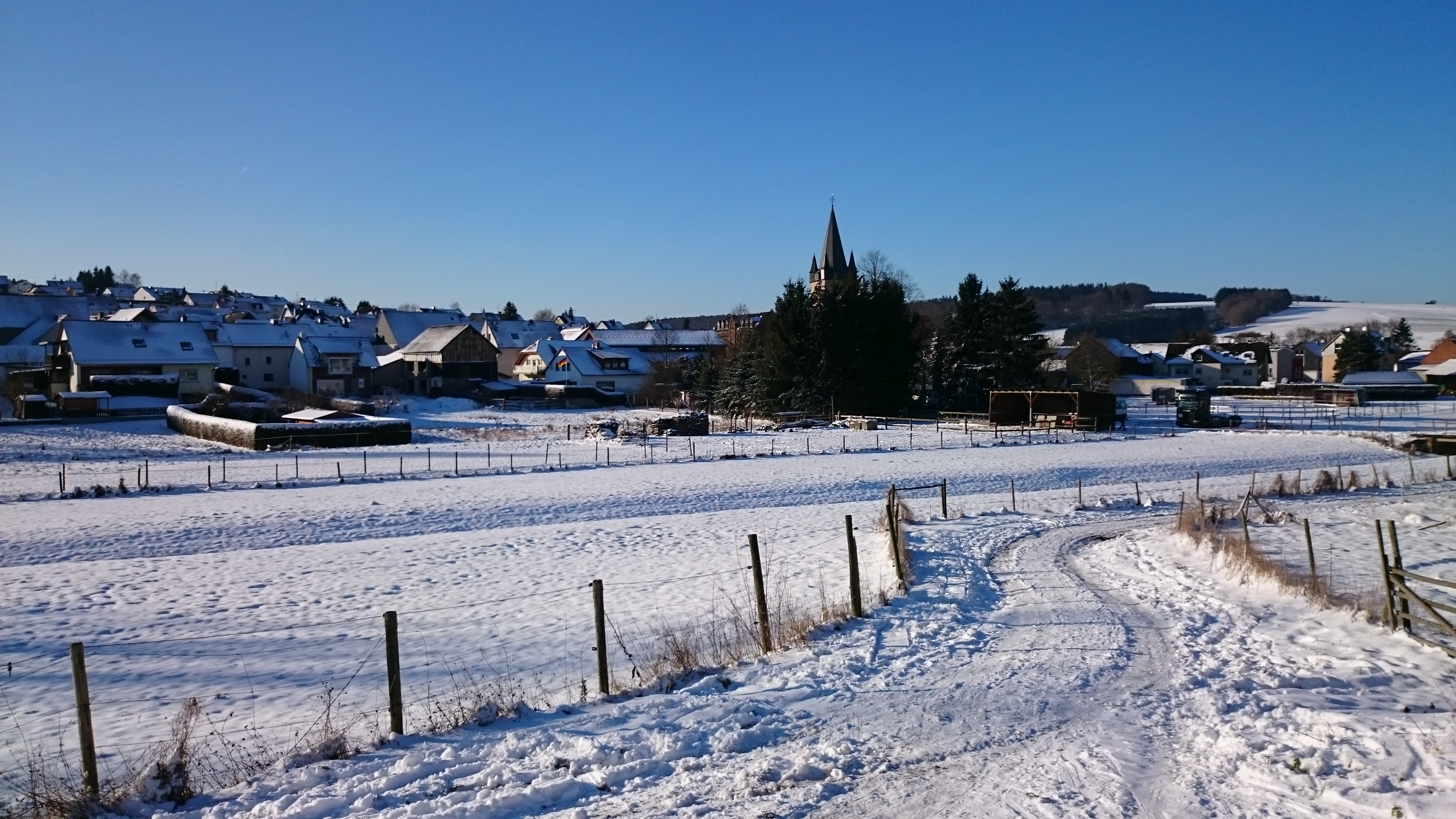
Winterpanorama von Hohenstein-Breithardt

Am Hofgut Georgenthal hat im Juni 2014 ein neuer 18-Loch-Golfplatz mit einem Übungsplatz eröffnet. Auch das Limesmuseum des durch die Gemeinde Hohenstein verlaufenden Limes befindet sich hier. Am Hofgut Georgenthal beginnt der etwa 5 Kilometer lange Rundweg Georgenthal, der zwei Reste von Turmstellen sowie ein etwa 400 Meter langes erkennbares Teilstück des Limes berührt.

### Jugendeinrichtungen
Im Ortsteil Holzhausen über Aar wird seit 2015 ein Kinder und Jugendwohnheim für unbegleitete minderjährige Flüchtlinge betrieben.

## Persönlichkeiten

### Ehrenbürger
- Erich Bach aus Hohenstein-Holzhausen
- Gerhard Wick (1927–2023) aus Hohenstein-Burg Hohenstein[24]
- Horst Enders aus Strinz-Margarethä

### Söhne und Töchter der Gemeinde
- Johann Bernhard (genannt Hochstein oder Algesheimer; * um 1500 in Hohenstein in Nassau; † vor dem 12. Oktober 1551 in Herborn), Theologe der Reformationszeit
- Klaus-Peter Willsch (* 1961),  deutscher Politiker (CDU), Erster Kreisbeigeordneter und Bundestagsabgeordneter